# Pass Me By
Pass Me By è il primo singolo estratto dall'album di debutto del gruppo musicale pop rock statunitense R5, Louder (2013). È stato pubblicato nel formato digitale il 20 agosto 2013 ed è poi stato reso disponibile nel formato fisico il 24 settembre 2013 assieme alle altre tracce dell'album.

## Accoglienza
Il singolo ha ottenuto critiche generalmente positive sia dal pubblico che dalla critica. Sugarscape ha elogiato il brano dicendo che è "una canzone attraente che ti prende più della varicella". Musichel ha descritto la canzone come "un brano pop-acustico contagioso". J-14 ha parlato del brano come "una melodia orecchiabile, divertente, la canzone perfetta per la fine dell'estate". Popstar Online ha affermato che "la cinematografia del video è splendida e Ross, Rydel, Rocky, Riker e Ratliff sono fantastici!". Fanlala ha colto l'opportunità per dire quanto ami il video sostenendo che "gli R5 ci hanno sorpreso ancora una volta", opinione condivisa da Disneydreaming.com, che ha apprezzato il video. Bop and TigerBeat ha inoltre detto che "questo video ci fa venire voglia di rinfrescarci a un party estivo sul lago il prima possibile!" e ha aggiunto che si tratta di "un frizzante video estivo".

## Video musicale
Il video musicale ufficiale del brano è stato lanciato pochi giorni dopo la pubblicazione del singolo, il 29 agosto 2013. Il video, diretto da Ryan Pallotta e ambientato tra i corsi d'acqua, i laghi e le vette delle montagne di Malibù, ritrae i componenti della band — i fratelli Riker, Rocky, Rydel, Ross Lynch e l'amico Ellington Ratliff — che suonano e cantano "Pass Me By" mentre si divertono in un momento di svago fra le cascate e i laghi. Quando cala il sole e si mostrano le stelle, ogni componente della band si lascia andare ad un momento di romanticità. Sono incluse nel video anche delle clip che ritraggono i membri del gruppo mentre suonano i loro strumenti in un campo scherzando e divertendosi. Un'altra scena mostra il gruppo che si riunisce e canta intorno a un fuoco.

## Classifiche
| Classifica (2013)       | Posizione massima |
| ----------------------- | ----------------- |
| Stati Uniti (pop songs) | 50                |

## Altre versioni
Nel 2014 gli R5 hanno realizzato una versione live di Pass Me By, contenuta nell'EP Live in London. Il brano e il relativo video dal vivo sono stati registrati durante un concerto alla The O2 Arena di Londra del Louder World Tour.

## Premi e riconoscimenti
- Radio Disney Music Awards
  - 2014: – Nomination – Favorite Road Trip Song (per Pass Me By)[12]